# Mogorella
Mogorella là một đô thị ở tỉnh Oristano trong vùng Sardinia, có khoảng cách khoảng 80 km về phía tây bắc của Cagliari và cách khoảng 25 km về phía đông của Oristano. Tại thời điểm ngày 31 tháng 12 năm 2004, đô thị này có dân số 485 người và diện tích là 17,2 km².
Mogorella giáp các đô thị: Albagiara, Ruinas, Usellus, Villa Sant'Antonio, Villaurbana.